# Miles M.20
Miles M.20 byl britský celodřevěný jednomístný jednomotorový dolnoplošník s pevným kapotovaným podvozkem ostruhového typu. Byl zkonstruován v létě roku 1940 jako výrobně nenáročný lehký stíhací letoun, který by ve výzbroji Royal Air Force doplnil stroje Hawker Hurricane a Supermarine Spitfire, pokud by nastal jejich nedostatek. Jelikož po britském vítězství v bitvě o Británii taková situace nenastala, k sériové výrobě typu nedošlo.:s.175

## Vznik
Historie letounu Miles M.20 sahá k návrhu Fredericka George Milese, výkonného ředitele a hlavního konstruktéra společnosti Phillips & Powis, na snadno vyrobitelný stíhací letoun z nedeficitních materiálů z roku 1938. První studie M.20/1 kombinovala křídlo z typu Miles Master lomené do W s šesti kulomety, zatahovacím podvozkem a motorem ze stroje Hawker Hurricane.
V roce 1939 projekt dospěl k maketě v měřítku 1:1, byl však stále komplikovaný. Ministr letecké výroby Lord Beaverbrook nechal vypracovat specifikace F.19/40 a umožnil tak Milesovi s oficiální podporou pokračovat ve vývoji nového typu. Společně s konstruktérem pověřeným vývojem, Walterem G. Capleyem, dokončili projekt M.20/2 na jaře 1940. Poté byl za devět týdnů postaven první prototyp.

## Vývoj
Dne 14. září 1940, po devíti týdnech a dvou dnech od zahájení projektových prací,:s.172 zalétal hlavní podnikový zkušební pilot Thomas Rose první vyrobený Miles M.20/2 (tovární poznávací značka U9).
Celodřevěná konstrukce stroje byla přizpůsobena co největší snadnosti výroby, při současném použití co nejvíce dílů ze sériového Milesu Master.:s.173 Podvozek letounu byl řešen jako pevný, což eliminovalo nutnost instalace výrobně náročného hydraulického systému, a uvolňovalo prostor v křídle pro zásobu paliva a střeliva, jež byla dvojnásobná oproti typům Hawker Hurricane a Supermarine Spitfire. Ačkoliv nezatažitelný podvozek zvyšoval aerodynamický odpor, stroj přesto maximální rychlostí mírně překonával typ Hawker Hurricane a jen nepatrně zaostával za Spitfirem Mk.I.:s.173 Novinkou letounu byl kapkovitý překryt kabiny, proti jiným tehdejším typům podstatně zlepšující rozhled pilota.:s.174
Pohonnou jednotku tvořil vidlicový dvanáctiválec Rolls-Royce Merlin XX o výkonu 956 kW s třílistou vrtulí, převzatý s ložem i kapotou z produkce pro Bristol Beaufighter Mk.II. Hlavňovou výzbroj tvořilo dle zadání Air Ministry osm kulometů Browning ráže 7,7 mm.
Během jednoho z následujících letů se zástupci továrního šéfpilota Hughu V. Kennedymu nedařilo zastavit vývrtku ani po použití protivývrtkového padáčku. Těsně před nouzovým opuštěním stroje přešel prototyp samovolně do normálního letu. Následně W. Capley prodloužil trup z 9,17 na 9,52 m a posunul vodorovné ocasní plochy vzad. Další testy M.20/2 (přidělené sériové číslo AX834) probíhaly v Boscombe Down.
V zimě 1940 M.20/2 havaroval na továrním letišti ve Woodley, když se po přistání zablokovala kola podvozku a letoun překlouzal zmrzlou přistávací dráhu do jámy v pískovně.
Podle specifikací Admirality N.1/41 byla počátkem roku 1941 postavena námořní palubní varianta M.20/4 (U-0228). Druhý prototyp měl zdokonalený překryt kabiny, zesílený trup pro montáž záchytného háku, hrotitý vrtulový kužel, modifikovaný podvozek s jinou kapotáží a námořnictvem specifikovanými přístroji. Od dubna byl zkoušen v Boscombe Down a v RAE Farnborough. V prosinci 1941 byl stroj navrácen do Woodley, kde byl na jaře 1943 zrušen.

## Specifikace (M.20/20)

Třípohledový nákres M.20

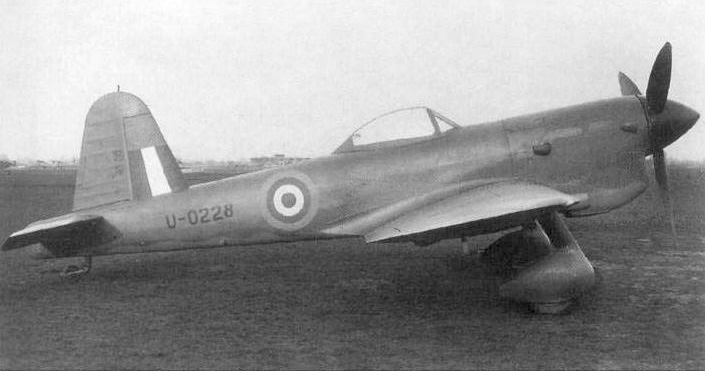
Druhý prototyp Miles M.20

Údaje platí pro M.20/20 po úpravě trupu

### Technické údaje
- Osádka: 1 (pilot)
- Rozpětí: 10,54 m
- Délka: 9,52 m
- Výška: 3,81 m
- Nosná plocha: 21,74 m²
- Hmotnost prázdného letounu: 2665 kg
- Vzletová hmotnost: 3525 kg
- Pohonná jednotka: 1 × dvanáctiválcový vidlicový motor Rolls-Royce Merlin XX[1]:s.177

### Výkony
- Maximální rychlost: 563 km/h (v 6300 m)
- Cestovní rychlost: 340 km/h
- Počáteční stoupavost: 16,30 m/s
- Dostup: 10 820 m
- Dolet: 1400 km

### Výzbroj
- 8 × kulomet Browning ráže 7,7 mm

#### Letouny srovnatelného období, určení a uspořádání
- Bell XP-77
- Caudron C.714
- Tucker XP-57